# Yolande van Courtenay
Yolande van Courtenay (1200-1233) was een dochter van Peter II van Courtenay en diens tweede echtgenote Yolande van Henegouwen. Zij werd in 1215 de tweede echtgenote van koning Andreas II van Hongarije. Zij kregen één dochter, Jolanda (Violante) (1215-1251), die huwde met Jacobus I van Aragón.

## Voorouders
| Voorouders van Yolande van Courtenay (1200-1233) | Voorouders van Yolande van Courtenay (1200-1233)                                | Voorouders van Yolande van Courtenay (1200-1233)                                | Voorouders van Yolande van Courtenay (1200-1233)                              | Voorouders van Yolande van Courtenay (1200-1233)                              | Voorouders van Yolande van Courtenay (1200-1233)                              | Voorouders van Yolande van Courtenay (1200-1233)                              | Voorouders van Yolande van Courtenay (1200-1233)                              | Voorouders van Yolande van Courtenay (1200-1233)                              |
| ------------------------------------------------ | ------------------------------------------------------------------------------- | ------------------------------------------------------------------------------- | ----------------------------------------------------------------------------- | ----------------------------------------------------------------------------- | ----------------------------------------------------------------------------- | ----------------------------------------------------------------------------- | ----------------------------------------------------------------------------- | ----------------------------------------------------------------------------- |
| Overgrootouders                                  | Lodewijk VI van Frankrijk (1081-1137) ∞ 1115 Adelheid van Maurienne (1092-1154) | Lodewijk VI van Frankrijk (1081-1137) ∞ 1115 Adelheid van Maurienne (1092-1154) | Reinout van Courtenay (1110-1161) ∞ Helena van Donjon (-)                     | Reinout van Courtenay (1110-1161) ∞ Helena van Donjon (-)                     | Boudewijn IV van Henegouwen (1110-1171) ∞ 1127 Aleidis van Namen (1110-1169)  | Boudewijn IV van Henegouwen (1110-1171) ∞ 1127 Aleidis van Namen (1110-1169)  | Diederik van de Elzas (1100-1168) ∞ 1139 Sybille van Anjou (1116-1165)        | Diederik van de Elzas (1100-1168) ∞ 1139 Sybille van Anjou (1116-1165)        |
| Grootouders                                      | Peter I van Courtenay (1126-1183) ∞ 1150 Elisabeth van Courtenay (1127-1205)    | Peter I van Courtenay (1126-1183) ∞ 1150 Elisabeth van Courtenay (1127-1205)    | Peter I van Courtenay (1126-1183) ∞ 1150 Elisabeth van Courtenay (1127-1205)  | Peter I van Courtenay (1126-1183) ∞ 1150 Elisabeth van Courtenay (1127-1205)  | Boudewijn de Moedige (1150-1195)) ∞ 1139 Margaretha van de Elzas (1145-1194)  | Boudewijn de Moedige (1150-1195)) ∞ 1139 Margaretha van de Elzas (1145-1194)  | Boudewijn de Moedige (1150-1195)) ∞ 1139 Margaretha van de Elzas (1145-1194)  | Boudewijn de Moedige (1150-1195)) ∞ 1139 Margaretha van de Elzas (1145-1194)  |
| Ouders                                           | Peter II van Courtenay (1167-1219)) ∞ 1193 Yolande van Henegouwen (1175-1219)   | Peter II van Courtenay (1167-1219)) ∞ 1193 Yolande van Henegouwen (1175-1219)   | Peter II van Courtenay (1167-1219)) ∞ 1193 Yolande van Henegouwen (1175-1219) | Peter II van Courtenay (1167-1219)) ∞ 1193 Yolande van Henegouwen (1175-1219) | Peter II van Courtenay (1167-1219)) ∞ 1193 Yolande van Henegouwen (1175-1219) | Peter II van Courtenay (1167-1219)) ∞ 1193 Yolande van Henegouwen (1175-1219) | Peter II van Courtenay (1167-1219)) ∞ 1193 Yolande van Henegouwen (1175-1219) | Peter II van Courtenay (1167-1219)) ∞ 1193 Yolande van Henegouwen (1175-1219) |